# Réda Sayah
Réda Bensaïd Sayah (en arabe : رضا بن سعيد الصيّاح) est un footballeur algérien né le 19 juin 1989 à Ouargla. Il évolue au poste d'allier gauche.

## Biographie
Sayah évolue en première division algérienne avec les clubs du MC Alger, du CS Constantine et du MO Béjaïa. Il dispute un total de 63 matchs en première division, inscrivant neuf buts.
En juillet 2011, Sayah signe un contrat de deux ans avec le MC Alger. Il est repéré lorsque le MCA affronte son club précédent, le MC Mekhadma, au deuxième tour de la Coupe d'Algérie 2010-11. Le 20 septembre 2011, il fait ses débuts professionnels sous ses nouvelles couleurs, en entrant en jeu à la 87e minute dans un match de championnat contre l'ES Sétif (victoire 1-0). Le 31 janvier 2012, il se met en évidence en étant l'auteur d'un doublé en championnat lors de la réception du CS Constantine, son équipe concède toutefois le match nul (2-2).

## Palmarès
USM Blida
- Championnat d'Algérie de D2 :
  - Champion : 2015.